# Aedes pipersalatus
Aedes pipersalatus är en tvåvingeart som först beskrevs av Giles 1902.  Aedes pipersalatus ingår i släktet Aedes och familjen stickmyggor. Inga underarter finns listade i Catalogue of Life.